# عزان (حجة)
عزان هي إحدى قرى الجمهورية اليمنية. تتبع جغرافيا لمحافظة حجة وإداريًا لمديرية أفلح اليمن. يبلغ تعداد سكانها 2407 نسمة حسب الإحصاء الذي أجري عام 2004.